# 独唱团
《獨唱團》（英文：Party）是一本由韓寒主編的雜誌。雜誌創刊前向網友徵名，刊名原定為《文藝復興》，由於種種原因經過妥協最終確定為《獨唱團》。對此韓寒在自己的博客中稱為「文藝不能復興」感到遺憾。
因雜誌一直無法獲得刊號，在原定的發行日期推迟將近一年后，第一輯只能用書號於2010年7月6日正式發行。發行日前預定量一度穩居亞馬遜中國每小時更新的圖書類銷售排行榜榜首，
第一輯發行首日銷量達到10萬冊，最終售出150萬冊。
第一輯發行後，第二辑的發行日期一再推遲，最終於2010年12月27日傳來雜誌團隊解散的消息。因此《獨唱團》在僅發行一輯之後，便告休刊。

## 第一輯
第一輯主要內容為雜文、小說、攝影及漫畫作品。其中韓寒的連載小說《我想和這個世界談談》後來因為雜誌第二輯出版時間無法確定，最終放棄連載而選擇單獨出版；書名為《1988：我想和這個世界談談》。刊登的作品來自二十多位中國大陸、香港和台灣的作者，包括林少華、蔡康永、歐陽應霽、彭浩翔、艾未未等。
杂志目录
- 文字
  - 周云蓬：绿皮火车
  - 罗永浩：秋菊男的故事
  - 林少华：为了破碎的鸡蛋
  - 蔡康永：脏话到底脏在哪儿
  - 梁朝辉：摩托日记
  - 兔：给你一些不给一些
  - 欧阳应霁：贴地快感
  - 石康：看哪这人
  - 咪蒙：好疼的金圣叹
  - 王子乔：风在算钱
  - 北山：你们去卅城（文中的卅城是一個以色情業為主的城市，雜誌方承認卅城原型為東莞[5]）
  - 火蜥：幸福村
  - 负二：电击敌不过催眠
  - 老王子：合唱
  - 拖把：人人都是谬误家
  - 沈纹：这个夏天你去不了
  - 彭浩翔：耐克来兮（连载）
  - 今淇：一如玫红色的蔷薇之于夏日（连载）
  - 韩寒：1988：我想和这个世界谈谈（连载）
- 摄影
  - 汤庭：缓梦
  - 日越：流浪者与五星红旗
  - 宁舟浩：单位、干部和机关
  - 韩承烨：米粒般大小的时间点
  - 刘丽杰：另一种片段
  - 艾未未：我脑
  - 严明：我的码头
  - 村裡人：乐园
- 乐园
  - 凌小童：EMOTION AND PERSPECTIVE
  - 双麒：臆先生
  - 擦主席：奶溪漫画
  - 爻木木：RED ZEBRA
  - 张慧俊：所有人问所有人插图
  - 谢鹏：THE DARKNESS OUTSIDE NIGHT

## 休刊
2010年12月27日，《獨唱團》的執行總編馬一木在他的微博上發布了一條獨唱團解散的消息。該消息隨後得到主編韓寒的助理的證實。。隨後的12月28日，韓寒在個人博客上發表博文《後會有期》，文中提到:
|  | 出版後由於被認為是以書代刊，所以相關合作單位受到牽連，為了避免牽連到市場上其他一些叢書的出版，做到完全符合國家的相關出版條例，所以《獨唱團》轉到了磨鐵圖書之下作正規刊物化的努力，但所有的努力包括已經談定簽訂的多家合作方，均會在談判完成或者下廠印刷之際突然表示無法操作，我對此深表理解，但為了防止造成誤會，我也多方打聽，只能說這確非新聞出版單位或者宣傳單位施加壓力，大家不要錯怪，但其他打探都無果，可能中國相關部門相關人太多，太多人都有讓文藝讀物變成文物的能耐，所以具體我也不清楚是怎麼回事，也不知道是得罪了哪位朋友，我在明處，你在暗處，山不窮水不盡，柳不暗花不明，若能知曉，恰能相逢，我不記恨，但請告訴我，這是怎麼了。 |

## 外部連結
- 韩寒博客 （页面存档备份，存于）